# Giorgio Da Rin
Giorgio Da Rin (Pieve di Cadore, 10 ottobre 1988) è un giocatore di curling italiano di Cortina d'Ampezzo, atleta del Curling Club Dolomiti.

## Carriera sportiva

### Nazionale
Da Rin entrò a far parte della nazionale italiana junior di curling nel 2004, esordendo al mondiale junior di gruppo B di Tårnby, in Danimarca. Con la nazionale junior ha partecipato a tre mondiali junior, un mondiale junior di gruppo B e tre challenge europei junior (european junior challenge). I piazzamenti in questi ultimi due campionati sono da considerarsi oltre il decimo posto al campionato mondiale, dunque la medaglia d'oro e quella di bronzo vinte ai challeng europei e l'argento vinto al mondiale di gruppo B, sono rispettivamente l'undicesima, la tredicesima e dodicesima posizione nel ranking mondiale. Per questo motivo il miglior risultato dell'atleta con la maglia della nazionale junior è il settimo posto al campionato mondiale junior di curling disputato nel 2004 a Trois-Rivières. Fino al 2013 questo era il miglior risultato della nazionale junior di sempre.
Da Rin è entrato a far parte della nazionale assoluta nel 2006. Con la nazionale ha disputato un campionato mondiale di curling disputato nel 2010 proprio nel suo paese natale Cortina d'Ampezzo. Oltre al mondiale Giorgio ha disputato tre campionati europei.
In totale Giorgio vanta 65 presenze con la maglia della nazionale, dodici con la nazionale assoluta e 53 partite disputate con la nazionale junior.
CAMPIONATI
Nazionale assoluta: 12 partite
- Mondiali:
  - 2010 Cortina d'Ampezzo ( Italia) 10ª posizione
- Europei:
  - 2006 Basilea ( Svizzera) 12ª posizione
  - 2008 Örnsköldsvik ( Svezia) 12ª posizione
  - 2009 Aberdeen ( Scozia) 10ª posizione

Nazionale junior: 53 partite
- Mondiali junior:
  - 2004 Trois-Rivières ( Canada) 7ª posizione
  - 2005 Pinerolo ( Italia) 10ª posizione
  - 2006 Jeonju ( Corea del Sud) 10ª posizione
- Mondiali junior gruppo B:
  - 2004 Tårnby ( Danimarca) 2ª posizione (12° mondiale)
- Challeng europei junior:
  - 2006 Praga ( Rep. Ceca) 1ª posizione (11° mondiale)
  - 2007 Copenaghen ( Danimarca) 3ª posizione (13° mondiale)
  - 2008 Praga ( Rep. Ceca) 7ª posizione (17° mondiale)

### Percentuali
Il campionato in cui è registrata la miglior prestazione di Giorgio con la squadra nazionale è il mondiale del 2010 disputato a Cortina d'Ampezzo. In questo campionato giocò nel ruolo di lead con una percentuale media di precisione del 78%, toccando il massimo di 85% nella partita contro la Francia (vinta 9-8). Il campionato con la peggiore prestazione registrata è il campionato europeo del 2009 a Aberdeen. In questo caso c'è un'unica partita con percentuali registrata, contro la Svezia (persa 2-8) dove la precisione è del 54%.
- 2004 mondiale junior di Trois-Rivières, precisione: 62% (viceskip)
- 2004 mondiale junior di Pinerolo, precisione: 59% (viceskip)
- 2009 europeo di Aberdeen, precisione: 54% (second)
- 2010 mondiale di Cortina d'Ampezzo, precisione: 78% (lead)

### Circuito WCT
Giorgio ha vinto due volte con il Curling Club Dolomiti la prova finale del circuito europeo del World Curling Tour (WCT-E), ossia il più importante circuito internazionale di tornei di curling per club, paragonabile alla Coppa del Mondo di altre discipline sportive. La prova finale del circuito europeo si disputa annualmente a Praga, in Repubblica Ceca.
- Miglior piazzamento in classifica generale: 11º (2008)

VITTORIE
| Data               | Luogo | Paese     | Disciplina |
| ------------------ | ----- | --------- | ---------- |
| 26-28 gennaio 2007 | Praga | Rep. Ceca | M          |
| 1-3 febbraio 2008  | Praga | Rep. Ceca | M          |

### Campionati italiani
Da Rin ha preso parte ai campionati italiani di curling inizialmente con il Curling Club Tofane poi con il Curling Club Dolomiti ed è stato quattro volte campione d'Italia, oltre ai campionati assoluti Giorgio ha vinto tre titoli italiani nelle categorie giovanili (esordienti e ragazzi).
- Italiani junior:
  - 2006  con Davide Michielli, Matteo Siorpaes, Lorenzo Olivieri e Alessandro Baldisserra (Curling Club Tofane)
  - 2007  con Davide Michielli, Matteo Siorpaes, Lorenzo Olivieri e Alberto Alverà (Curling Club Tofane)
  - 2008  con Davide Michielli, Matteo Siorpaes e Alberto Alverà (Curling Club Dolomiti)
  - 2010  con Alberto Alverà, Matteo Siorpaes, Timothy Hepp e Gianluca Menardi (Curling Club Dolomiti)
- Italiani assoluti:
  - 2008  con Gianpaolo Zandegiacomo, Marco Mariani, Alessandro Zisa e Matteo Siorpaes (Curling Club Dolomiti)
  - 2009  con Gianpaolo Zandegiacomo, Marco Mariani e Alessandro Zisa (Curling Club Dolomiti)
  - 2010  con Adriano Lorenzi, Marco Mariani, Alessandro Zisa e Alberto Alverà (Curling Club Dolomiti)
- Italiani misti:
  - 2009  (Curling Club Dolomiti)

## Discendenza
Giorgio è nipote degli hockeisti su ghiaccio olimpionici Alberto Da Rin e Gianfranco Da Rin.